# Willi Piecyk
Wilhelm „Willi” Ernst Piecyk (n. 11 august 1948, München; d. 1 august 2008, Großhansdorf)) a fost un om politic german, membru al Parlamentului European în perioada 2004-2009 din partea Germaniei. 
1. 1 2  Willi Piecyk, Munzinger Personen, accesat în 9 octombrie 2017
2. ↑  Deputații în Parlamentul European